# Ermita de Sant Cristòfol (Castellnou)
L'Ermita de Sant Cristòfol és al terme municipal de Castellnou (Província de Castelló, Espanya) se situa cap al nord de la població i començant els contraforts de la Serra d'Espadà, sobre la muntanya de Sant Cristòfol i a uns 428 metres d'altitud propera a l'ermita de Sant Antoni. Aquest lloc és freqüentat pels amants del senderisme, de la contemplació de la naturalesa, de la fotografia i últimament dels amants del risc com l'esport del parapent i l'ala delta.
Es tracta d'una ermita catòlica catalogada com bé immoble de rellevància local, segons consta a la Direcció General de Patrimoni Artístic de la Generalitat Valenciana, amb codi identificatiu: 12.07.039-003, i segons la Disposició Addicional Cinquena de la Llei 5 / 2007, de 9 de febrer, de la Generalitat, de modificació de la Llei 4/1998, d'11 de juny, del Patrimoni Cultural Valencià (DOCV Núm. 5.449 / 13/02/2007)
L'ermita data del segle xv, i presenta una arquitectura i composició pràcticament idèntica a l'ermita de Sant Antoni de Pàdua.
Es tracta d'un petit edifici de fàbrica de maçoneria i arrebossat de calç. Que es troba en bon estat de conservació potser a causa que va ser restaurada en 1977, encara que amb una pèssima qualitat artística.
L'espai interior, de planta rectangular i una sola nau, és allargat ia ell s'accedeix a través d'una porta amb llinda i pòrtic afegit, que s'amplia al lateral esquerre amb tres capelles buides (dues d'aquestes capelles van tenir porta en el mur fronterer, el que fa pensar en la possible existència de cel·les) i sostre pla, independent al de la resta del temple, que és a dues aigües i de fusta, suportat per tres  arcs faixons apuntats i rebaixats (que es recolzen en pilastres i sobre els murs), que donen lloc a l'aparició de quatre crugies; i rematat externament amb teules de ceràmica. Aquest sostre fou substituït al segle xviii que una volta de canó.
La porta, de fusta amb espiell, i sense cap mena de decoració, presenta un lleuger esglaó.
Formant conjunt amb l'ermita es troba adossada, a l'absis, una mena de casa d'ermità. Una espadanya remata la construcció amb la seva creu de forja i campana, al costat de l'edificació i als peus de l'espadanya, es troba una gran creu formada per dos troncs enormes de fusta sobre una plataforma de pedra, la qual és utilitzada tots els 3 de maig per celebrar la festivitat de la Santa Creu, on tot el poble puja en peregrinació i passa el dia entre festes i càntics, culminant amb un dia campestre.
L'ajuntament reparteix xocolata i vi a tothom que s'apropa a passar el dia. Des de la petita replaça d'aquesta ermita la panoràmica és impressionant. Donant un gir de 360° tindrem al nord la Serra d'Espadà, on es pot arribar a veure en la llunyania sobre un turó les restes del castell d'Almedíxer; cap a l'est i si el dia és clar podem veure el mar Mediterrani; seguint cap al sud la Serra de la Calderona, la cova Santa, El Toro; a l'oest s'intuïx la província de Terol amb les seves enormes serres al fons i a l'hivern plenes de neu, i al fons baixant la mirada la gran vall de l'Alt Palància on s'albiren les comarques de Sot de Ferrer, Soneixa, Altura, Sogorb, Navaixes, Carrica, i com no, entre la frondositat de la vega el poble de Castellnou i com a estendard al vent, el seu vell castell.